# 北海道釧路鶴野支援学校
北海道釧路鶴野支援学校（ほっかいどう くしろつるの しえんがっこう）は、北海道釧路市鶴野にある道立特別支援学校。校舎は、旧北海道釧路西高等学校校舎を改修し使用。平成31年3月、高等部新校舎を増築。

## 教育目標
自立をめざして、明るく、元気に、努力し続ける人を育てる

## 校訓
全力　前進　笑顔

## 設置学部・学科・部活動
<聴覚障がい教育部門>
- 乳幼児相談室
- 幼稚部
- 小学部
- 中学部

<知的障がい教育部門>
- 高等部（環境・流通サポート科、福祉サービス科、生産技術科、情報ものづくり科、食品デザイン科、普通科）　　　　　　　　　　　　　　　　<部活動>
- フットサル部
- バスケットボール部
- バドミントン部
- ダンス部
- 美術部

## 沿革
- 2014年（平成26年）3月 - 北海道釧路聾学校 閉校
- 2014年（平成26年）4月 - 北海道釧路鶴野支援学校 開校
- 2014年（平成26年）6月 - 開校式を行う
- 2015年（平成27年）4月 - 高等部 生活技術科を設置
- 2017年（平成29年）4月 - 高等部 生活技術科から生産技術科に学科名変更
- 2019年（平成31年）3月 - 高等部 新校舎増築
- 2019年（平成31年）4月 - 高等部 情報ものづくり科、食品デザイン科、普通科を設置
- 2023年（令和５年）6月 - 開校10年記念式典が催される

## 特色
道内初の聴覚障がい教育部門（乳幼児相談室、幼稚部、小学部、中学部）と知的障がい教育部門（高等部）を設置する特別支援学校。聴覚障がい教育部門は、2014年（平成26年）3月に閉校した北海道釧路聾学校の機能を引き継ぎ、聴覚障がいのある幼児児童生徒の教育を行うとともに、乳幼児相談室等を通して、地域の聴覚障がい教育のセンター的機能を担う。知的障がい教育部門は、社会自立と社会参加を目指して、地域社会と連携しながら知的障がいのある生徒の教育を行う。

## 通学区域
釧路市、網走市、根室市、美幌町、津別町、斜里町、清里町、小清水町、大空町、釧路町、厚岸町、浜中町、標茶町、弟子屈町、鶴居村、白糠町、別海町、中標津町、標津町、羅臼町